# Kő möge
A Kő möge (románul: Vârful Cărpiniș) a romániai Bodoki-hegység legmagasabb hegye Kovászna megyében. Sepsibükszádtól délkeletre, a Torjai-hágótól délre található. A hágóról közelíthető meg a legkönnyebben.

## Külső hivatkozások
- Turistatérkép a Baróti- és a Bodoki-hegységről Archiválva 2014. január 29-i dátummal a Wayback Machine-ben